# ميخائيل كوستيوكوف
ميخائيل كوستيوكوف (بالروسية: Костюков, Михаил Александрович)‏ (9 أغسطس 1991 بنيجني نوفغورود في روسيا - ) هو لاعب كرة قدم روسي في مركز الوسط. لعب مع نادي فولغا نيجني نوفغورود وFC Khimik Dzerzhinsk ‏ ونادي ينيسي كراسنويارسك ‏.

## وصلات خارجية
- ميخائيل كوستيوكوف على موقع قاعدة بيانات كرة القدم.إي يو (الإنجليزية)
- ميخائيل كوستيوكوف على موقع Soccerbase.com (لاعب) (الإنجليزية)
- ميخائيل كوستيوكوف على موقع Soccerway.com (الإنجليزية)
- ميخائيل كوستيوكوف على موقع عالم كرة القدم.نت (الإنجليزية)